# Tlalpexco
La colonia Tlalpexco se localiza al norte de la delegación Gustavo A. Madero. Ubicada en la demarcación Cuautepec de Madero, de acuerdo a su altitud se encuentra en la zona Barrio Bajo, colindando al este con el Estado de México.El código postal es el 07188 de la Ciudad de México

## Características
El suelo en este sitio está formado por rocas y cerros de tipo ígneas (volcánicas), el tipo de erosión que presenta esta región es producida principalmente por el viento, y también existe la erosión fluvial; las aguas que presenta son de tipo continentales, pues no proceden de ningún mar u océano, aunque estas aguas son residuales debido a la gran cantidad de población que actualmente habita en este sitio. 
Es un barrio de asentamiento urbano, pues además, y existen los servicios de agua, luz, teléfono, transporte, calles pavimentadas, centros recreativos, escuelas de distintos grados, etc.

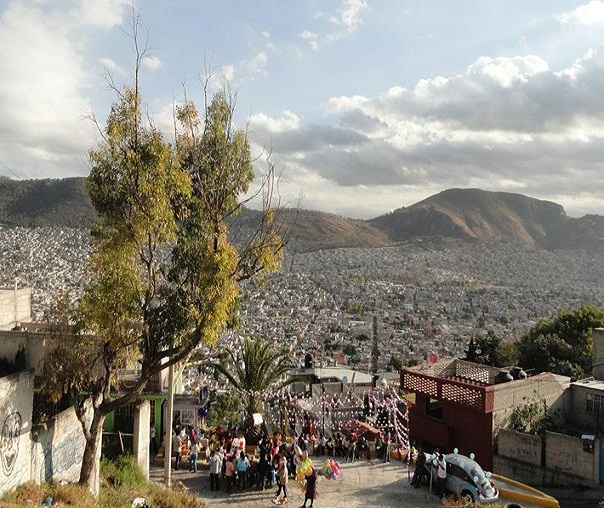
Vista desde la colonia Tlalpexco.

## Clima.
El clima predominante es templado húmedo con lluvias en verano, presenta una temperatura media anual de 15 °C.
Al igual que en el resto de Cuautepec, el clima es muy drástico, por la altura en que está es muy vulnerable a ráfagas de viento, lluvias y neblina.

## Transporte público.
Existen diferentes maneras de llegar a esta colonia, La primera opción es la línea 1 del Cablebús, la cual corre de Metro Indios Verdes a Cuautepec y en la estación Campos Revolución se encuentra el transbordo que llega a la estación Tlalpexco. 
Otra manera de llegar a este lugar es mediante las rutas de la RTP 
- Ruta 102 Metro Indios Verdes - La Brecha (Cocoyotes)
- Ruta 101-D La Villa/Ferroplaza -La Brecha (Cocoyotes)

Son rutas que sí se encuentran en la colonia Tlalpexco. Hace algunos años, la colonia llegó a contar con dos bases de la RTP, una al final de la avenida La Brecha y la otra en la calle de Encinos y Capulines, esta última ruta era la 101-C La Villa/Ferroplaza - El Carmen/Tlalpexco. Sin embargo, por diferentes causas e intereses de la Ruta 18, ya no siguieron con el servicio. 
En el año 2002, la avenida de La Brecha estuvo cerrada alrededor de un año por mantenimiento de tuberías, las rutas de la RTP se metían a calles de Tlalpexco para poder llegar a la base en el Cerro del Chiquihuite, es así como tuvo una frecuencia importante en sus corridas. Además Ruta 18 recibió el apoyo para tener una ruta por las mismas calles. 
En el año 2005, RTP tuvo la oportunidad de operar una ruta desde La Brecha pasando por calles de Tlalpexco e ir hacia el Metro La Raza. La ruta duró 15 días ya que, Ruta 88 impidió que siguieran sus recorridos. Hoy, la Ruta 88 se ha convertido en corredor y deja alguna posibilidad de retomar ese trayecto.  
Otra manera es llegar por La Presa, en la Ruta 18 ramal de Tlalnepantla 
- Panteón/San Martín - Metro Deportivo 18 de Marzo
- Panteón/San Martín - Metro Indios Verdes

Tiene un pequeño traslape en la colonia y por eso es opción. No obstante, la ruta se ve afectada por la delincuencia.    
Una última opción es tomar algún microbús de la también Ruta 18, ramal que circula en Cuautepec: 
- Ruta 18 Brecha/Tlalpexco - M La Villa/Indios Verdes
- Ruta 18 Brecha/Tlalpexco - M La Raza L5/Indios Verdes
- Ruta 18 Brecha/Tlalpexco - M Indios Verdes
- Ruta 18 Brecha/Tlalpexco - Local La Pastora
- Ruta 18 Brecha/Parada Blanca - M Indios Verdes
- Ruta 18 Brecha/Parada Blanca - M La Villa. Todas las rutas llegan al final de la colonia Tlalpexco, en la frontera con Tlalnepantla.

Una última opción ya muy temeraria pero por su cercanía a calles como Encinos, Jacarandas y 16 de septiembre son las siguientes: 
- Ruta 18 Carmen/BBajo - M Indios Verdes
- Ruta 18 Carmen/BBajo - M La Villa

Nuevas Rutas de RTP (En desarrollo)
Se planea que lleguen esas rutas a Encinos y Capulines y que bajen por El Carmen. 
- Tlalpexco - M El Rosario
- Tlalpexco - M Potrero/Lindavista

Sin duda, la mejor opción es el Cablebús.

## Colonias colindantes.
Colinda al oeste con la colonia Ahuehuetes, al norte con La Casilda, al noreste con Vista Hermosa. Al sur con la colonia Del Carmen.

## Instituciones educativas
En esta colonia se encuentran algunas instituciones de educación básica, entre las que destacan: 
- Jardín de niños "Alexander Fleming".
- Escuela Primaria "Antonio Cisneros y Cisneros".
- Telesecundaria N° 130.
- Centro de Capacitación para el Trabajo Industrial N° 156.

## Comercio
Dentro de la localidad predominan las microempresas, por lo general, administradas por los mismos habitantes y no generan una importante fuente de empleo. 
También cuenta con un mercado ambulante los días jueves y domingo, entre las calles Delicias y Sauces. 

## Localidades cercanas
- Cuautepec
- Santa María Ticomán
- Gabriel Hernández
- Atzacoalco
- Juan Romero González
- Xalostoc
- Tulpetlac

## Costumbres y tradiciones
Así como en el resto de Cuautepec se celebran fechas importantes que forman parte de la cultura, entre ellas las más simbólicas para los habitantes son:
- Día de las madres (10 de mayo)
- Día del padre (tercer domingo de junio)
- Aniversario del inicio de la independencia de México (16 de septiembre)
- Festividad católica de San Francisco de Asís (4 de octubre)
- Día de muertos (2 de noviembre)
- Nochebuena (24 de diciembre)
- Navidad (25 de diciembre)
- Año nuevo (31 de diciembre)